# The Scarecrow (історія)
The Scarecrow, яку також називають The Wicked Trilogy — історія, яка складається з трьох музичних альбомів рок-опера проекту Avantasia Тобіаса Саммета. Історія розпочинається з альбому The Scarecrow випущеного у 2008 році і закінчилася у 2010 році виходом двох альбомів The Wicked Symphony і Angel of Babylon.

## Сюжет
Історія The Scarecrow значною мірою відкрита для інтерпретації. Тобіас Саммет сказав "Я не хочу руйнувати міф. Неможливо розповісти історію як казку. Я не можу розпочати її "Колись, давним-давно", тому що це не так просто. Ви не повинні розуміти історію, ви повинні її відчувати." Буклети з альбомів The Scarecrow і The Wicked Symphony дають короткий огляд оформлення і головного героя. В інтерв'ю до спеціального випуску "The Wicked Trilogy" деталі персонажів зображуються за допомогою запрошених музикантів. Решта залишається на розсуд слухача.
"The Scarecrow" (Опудало) це трагічна історія самотньої істоти, емоційно ізольованої від навколишнього середовища і яка страждає від його спотвореного сприйняття. Його почуття до кохання всього його життя нерозділене, він відправляється в подорож, вивчає шлях лівої руки, прагнення до внутрішнього світу, осипання його шляху до самоствердження і в кінцевому підсумку його боротьба з спокусою в глибинах людської душі..." - буклет The Scarecrow

## В ролях
- Тобіас Саммет — Опудало/Головний герой
- Рой Кан - Психіатр, який лікує головного героя
- Йорн Ланде - Мефістофель, втілення суєти і спокус
- Міхаель Кіске - Наставник головного героя
- Боб Кетлі - Совість головного героя
- Аманда Сомервілль - Нерозділене кохання головного героя
- Еліс Купер - Магнат, який підганяє мистецтво до безвиході
- Олівер Гартман — Людина, яка вводить головного героя в темну сторону життя (вказаний як "Блуд")
- Рассел Аллен - Натхнення
- Тім Оуенс - Лють
- Клаус Майне - Образ славного майбутнього головного героя
- Андер Матос - Апатія, безвідповідальність по відношенню до себе
- Ральф Здіарстек - Захсний і лікувальний аспект люті
- Джон Оліва - Божевільний привид, який вже давно продав свою душу за вічне багатство
- Клауді Янг — Побічний персонаж ("Насправді, там є мільйони опудал" - Саммет)